# Ronny J
Ronny J, właściwie Ronald Oneil Spence, Jr (ur. 14 września 1992 r.) – amerykański producent muzyczny, raper i autor tekstów.

## Życiorys

### Początki
Ronny J, urodził się w Camden w stanie New Jersey 14 września 1992 roku. Przed rozpoczęciem swojej kariery, interesował się sztuką i architekturą. Przeprowadził się do Miami, gdzie stał się członkiem grupy Denzela Curry'ego, C9.

### Kariera muzyczna
10 sierpnia wydał swój pierwszy mixtape Thank You Ronny J. W maju 2017 r. Ronny J podpisał umowę z Atlantic Records. 23 lutego 2018 roku wydał swój pierwszy mixtape, OMGRONNY. 23 sierpnia 2018 wydał piosenkę WOTR, która znajdzie się na jego pierwszym studyjnym albumie Jupiter, album zostanie wydany w 2019 roku.
W marcu 2018 r. Ronny ogłosił, że założy własną wytwórnię płytową LI$TEN UP FOREVER RECORDS.

## Dyskografia

### Albumy studyjne
- Jupiter (2019)

### Mixtape’y
- Thank You Ronny J (2016)
- OMG Ronny (2018)